# Casinaria parvicarinata
Casinaria parvicarinata är en stekelart som först beskrevs av Cameron 1906.  Casinaria parvicarinata ingår i släktet Casinaria och familjen brokparasitsteklar. Inga underarter finns listade.